# Rhoicinus weyrauchi
Rhoicinus weyrauchi là một loài nhện trong họ Trechaleidae.
Loài này thuộc chi Rhoicinus. Rhoicinus weyrauchi được H. Exline miêu tả năm 1960.